# Salem Al-Alawi
Salem Al-Alawi (Riad, Arabia Saudita; 21 de agosto de 1872) es un exfutbolista de Arabia Saudita que jugaba en la posición de centrocampista.

## Carrera

### Club
Jugó toda su carrera con el Al-Shabab FC de 1988 a 2003 con el que anotó 17 goles en 222 partidos, ganó tres campeonatos nacionales, cinco copas nacionales y siete copas internacionales.

### Selección nacional
Jugó para Arabia Saudita en 19 ocasiones entre 1992 y 1997 sin anotar goles, participó en la Copa Asiática 1992 y en dos ediciones de la Copa Rey Fahd.

## Logros
- Liga Profesional Saudí: 3

1990–91, 1991–92, 1992–93
- Copa del Príncipe de la Corona Saudí: 3

1993, 1996, 1999
- Copa Federación de Arabia Saudita: 2

1988, 1989
- Recopa Asiática: 1

2001
- Liga de Campeones Árabe: 2

1992, 1999
- Supercopa Árabe: 2

1996, 2001
- Copa de Clubes Campeones del Golfo: 2

1993, 1994